# Discografia di Mandy Moore
La discografia di Mandy Moore, cantautrice statunitense, è costituita da otto album in studio, tre raccolte, diciannove singoli e numerose colonne sonore.

## Album

### Album in studio
| Anno | Titolo | Posizione massima | Posizione massima | Posizione massima | Posizione massima | Posizione massima | Certificazioni |
| Anno | Titolo | US                | AUS               | JPN               | NZL               | UK                | Certificazioni |
| ---- | --- | ----------------- | ----------------- | ----------------- | ----------------- | ----------------- | -------------- |
| 1999 | So Real - Pubblicato: 7 dicembre 1999 - Etichetta: 550 Music - Formato: CD, download digitale                                     | 31                | —                 | —                 | —                 | —                 | - USA: Platino |
| 2000 | I Wanna Be with You - Pubblicato: 9 maggio 2000 - Etichetta: Epic Records - Formato: CD, download digitale                        | 21                | 55                | 49                | 6                 | 52                | - USA: Oro     |
| 2001 | Mandy Moore - Pubblicato: 19 giugno 2001 - Etichetta: Epic Records - Formato: CD, download digitale                               | 35                | 37                | —                 | 39                | —                 | - USA: Oro     |
| 2003 | Coverage - Pubblicato: 21 ottobre 2003 - Etichetta: Epic Records - Formato: CD, DVD, download digitale                            | 14                | 97                | —                 | —                 | —                 |                |
| 2007 | Wild Hope - Pubblicato: 18 giugno 2007 - Etichetta: EMI Records - Formato: CD, download digitale                                  | 30                | —                 | —                 | —                 | —                 |                |
| 2009 | Amanda Leigh - Pubblicato: 26 maggio 2009 - Etichetta: Sony Music - Formato: CD, download digitale                                | 25                | —                 | —                 | —                 | —                 |                |
| 2020 | Silver Landings - Pubblicato: 6 marzo 2020 - Etichetta: Verve Forecast Records - Formato: CD, download digitale, streaming        | 134               | —                 | —                 | —                 | —                 |                |
| 2022 | In Real Life - Pubblicato: 13 maggio 2022 - Etichetta: Verbe Forecast Records - Formato: CD, download digitale, vinile, streaming | —                 | —                 | —                 | —                 |                   |                |

### Raccolte
| Anno | Titolo | Posizione massima | Posizione massima | Posizione massima | Posizione massima | Posizione massima | Certificazioni |  |
| Anno | Titolo | US                | AUS               | JPN               | NZL               | UK                | Certificazioni |  |
| ---- | --- | ----------------- | ----------------- | ----------------- | ----------------- | ----------------- | -------------- |  |
| 2004 | The Best of Mandy Moore - Pubblicato: 16 novembre 2004 - Etichetta: Epic Records - Formato: CD, DVD, download digitale | 148               | —                 | —                 | —                 | —                 |                |  |
| 2005 | Candy - Pubblicato: 5 aprile 2005 - Etichetta: Sony Music - Formato: CD, DVD                                           | —                 | —                 | —                 | —                 | —                 |                |  |
| 2007 | Super Hits - Pubblicato: 28 agosto 2007 - Etichetta: Sony Music - Formato: CD, DVD                                     | —                 | —                 | —                 | —                 | —                 | —              |  |

## Singoli
| Anno | Titolo                                       | Posizione massima | Posizione massima | Posizione massima | Posizione massima | Posizione massima | Posizione massima | Posizione massima | Posizione massima | Posizione massima | Certificazioni            | Album                      |
| Anno | Titolo                                       | US                | AUS               | AUT               | CAN               | FRA               | GER               | NZL               | SWI               | UK                | Certificazioni            | Album                      |
| ---- | -------------------------------------------- | ----------------- | ----------------- | ----------------- | ----------------- | ----------------- | ----------------- | ----------------- | ----------------- | ----------------- | ------------------------- | -------------------------- |
| 1999 | Candy                                        | 41                | 2                 | 38                | 35                | 16                | 72                | 10                | 39                | 6                 | - USA: Oro - AUS: Platino | So Real                    |
| 1999 | Walk Me Home                                 | 38                | —                 | —                 | —                 | —                 | —                 | —                 | —                 | —                 |                           | So Real                    |
| 2000 | So Real                                      | —                 | 21                | —                 | —                 | 75                | —                 | 18                | —                 | —                 |                           | So Real                    |
| 2000 | I Wanna Be with You                          | 24                | 13                | 66                | 24                | —                 | —                 | —                 | —                 | 21                | - AUS: Oro                | I Wanna Be with You        |
| 2001 | In My Pocket                                 | 21                | 11                | —                 | —                 | —                 | —                 | 26                | —                 | —                 | - AUS: Oro                | Mandy Moore                |
| 2001 | Crush                                        | 35                | 25                | —                 | —                 | —                 | —                 | —                 | 83                | —                 |                           | Mandy Moore                |
| 2002 | Cry                                          | —                 | —                 | —                 | —                 | —                 | —                 | —                 | —                 | —                 |                           | Mandy Moore                |
| 2003 | Have a Little Faith in Me                    | 39                | —                 | —                 | —                 | —                 | —                 | —                 | —                 | —                 |                           | Coverage                   |
| 2003 | Drop the Pilot                               | —                 | —                 | —                 | —                 | —                 | —                 | —                 | —                 | —                 |                           | Coverage                   |
| 2004 | Senses Working Overtime                      | —                 | —                 | —                 | —                 | —                 | —                 | —                 | —                 | —                 |                           | Coverage                   |
| 2007 | Extraordinary                                | 19                | —                 | —                 | —                 | —                 | —                 | —                 | —                 | —                 |                           | Wild Hope                  |
| 2007 | Nothing That You Are                         | —                 | —                 | —                 | —                 | —                 | —                 | —                 | —                 | —                 |                           | Wild Hope                  |
| 2009 | I Could Break Your Heart Any Day of the Week | —                 | —                 | —                 | —                 | —                 | —                 | —                 | —                 | —                 |                           | Amanda Leigh               |
| 2017 | Wind in My Hair                              | —                 | —                 | —                 | —                 | —                 | —                 | —                 | —                 | —                 |                           | Tangled: Before Ever After |
| 2019 | When I Wasn't Watching                       | —                 | —                 | —                 | —                 | —                 | —                 | —                 | —                 | —                 |                           | Silver Landings            |
| 2019 | I'd Rather Lose                              | —                 | —                 | —                 | —                 | —                 | —                 | —                 | —                 | —                 |                           | Silver Landings            |
| 2020 | Save a Little for Yourself                   | —                 | —                 | —                 | —                 | —                 | —                 | —                 | —                 | —                 |                           | Silver Landings            |
| 2022 | In Real Life                                 | —                 | —                 | —                 | —                 | —                 | —                 | —                 | —                 | —                 |                           | In Real Life               |
| 2022 | Four Moons                                   | —                 | —                 | —                 | —                 | —                 | —                 | —                 | —                 | —                 |                           | In Real Life               |

## Videografia
In aggiunta ai video musicali delle proprie canzoni, Mandy Moore è apparsa nei video:
- Little Things dei Good Charlotte
- Original Sin di Elton John
- Make You Crazy di Brett Dennen
- Stand Up 2 Cancer di artisti vari